# فرانچسکا روسی
فرانچسکا روسی (ایتالیایی: Francesca Rossi؛ زادهٔ ۲ ژوئن ۱۹۶۸) بازیکن زن بسکتبال اهل ایتالیا بود. وی در بازی‌های المپیک تابستانی ۱۹۹۲ شرکت کرده‌است.